# Probatiomimus
Probatiomimus is een kevergeslacht uit de familie van de boktorren (Cerambycidae). De wetenschappelijke naam van het geslacht werd voor het eerst geldig gepubliceerd in 1926 door Melzer.

## Soorten
Probatiomimus omvat de volgende soorten:
- Probatiomimus eximius Melzer, 1934
- Probatiomimus melzeri Schwarzer, 1931
- Probatiomimus schwarzeri Melzer, 1926
- Probatiomimus signiferus (Thomson, 1865)
- Probatiomimus zellibori Monné, 1990